# Karma
Karma (Sanskriet कर्म van de wortel kṛ, Pāli: kamma, handeling, actie of daad) is het principe van oorzakelijkheid in het hindoeïsme en boeddhisme dat stelt dat fysieke en mentale acties van een individu gevolgen hebben voor dit leven en volgende levens door middel van reïncarnatie. In het dagelijks gebruik wordt er vaak mee bedoeld dat alles wat gedaan, gedacht of gezegd wordt weer terugkomt bij de persoon zelf. Karma gaat dan over zowel de daad als over het gevolg dat uit die daad voortkomt. Strikt genomen echter, verwijst karma alleen maar naar het verrichten van daden, niet naar de gevolgen van die daden. Het gevolg van een daad is vipāka.
Karma en het gevolg worden gezien als een natuurlijk principe, een wet van actie en reactie. Er is dus geen god aan het werk die straft of beloont. Een goede daad heeft van nature goede gevolgen, slechte daden hebben van nature slechte gevolgen. Eigenlijk staat de wet van Karma boven het onderscheid van goed en slecht: dus zonder oordeel daarover. Een betere duiding is daarom dat daden met een bepaalde karakteristiek gevolgen van dezelfde karakteristiek veroorzaken.
Waarschijnlijk is het idee van karma afkomstig uit de inheemse traditie van Groter Magadha, zoals ook het idee van cyclische tijd en wedergeboorte (samsara). Ook Kapila, de mythische filosoof van het samkhya-systeem, zou uit dit gebied stammen.:241 Het had dan ook grote invloed op het uit Magadha stammende boeddhisme en jaïnisme en werd uiteindelijk ook opgenomen in het oudere brahmanisme dat zich zou vormen tot het hindoeïsme.
Het resultaat van huidige daden, kan in dit leven of in een volgend leven terugkomen en betekent dus een eigen verantwoordelijkheid voor het verloop van het leven, met de daarmee gepaard gaande vreugde en pijn. De gehechtheid aan goede zowel als slechte daden houden de cyclus van geboorte, dood en wedergeboorte in stand (samsara). Wanneer daden worden uitgevoerd zonder de gehechtheid aan het gevolg van die daden, dan zijn die daden daardoor gevolgloos. Het bestaande karma werkt dan uit en er komt geen nieuw karma bij. Door ongehechtheid aan de persoonlijke gevolgen van het handelen in al zijn aspecten zal er daarom geen reïncarnatie (opnieuw vlees worden) meer plaatsvinden. Volgens het boeddhisme stijgt men zo boven het persoonlijk lijden van het leven uit. Dit is uitblussing (nirvana).

## Boeddhisme
De Boeddha onderwees het belang van daden of handelingen. Hij noemde zijn eigen leer dan ook soms een leer van daden (kiriyavada). Hij onderwees dat er verschillende soorten handelingen of daden (karma) bestaan.
Het belangrijkste onderscheid dat hij maakte is het onderscheid tussen goede daden en slechte daden. Goede daden leiden tot goede gevolgen, kwade daden leiden tot slechte gevolgen. Een ander belangrijk onderscheid is de manier waarop daden uitgevoerd worden: de Boeddha zei dat dit op drie manieren gedaan wordt: door middel van het lichaam (fysieke daden), spraak (verbale daden) en geest (mentale daden). Van deze drie daden zouden de mentale daden het belangrijkste en het meest zwaarwegend zijn.
In een meer gedetailleerde lering over wat nu precies goede en slechte daden zijn, gaf de Boeddha een lijst van tien soorten daden die ieder een goede en slechte variant hebben. Hebzucht, haat en onwetendheid zouden de drie hoofdoorzaken van slechte daden zijn en het tegenovergestelde van deze drie dingen (onbaatzuchtigheid, liefde en de aanwezigheid van kennis en inzicht) zouden de drie hoofdoorzaken van goede daden zijn.
Van belang is ook dat de Boeddha zijn volgelingen niet gebood dat ze moesten geloven dat karma werkelijk bestaat en invloed heeft op het volgende leven: dat geloof liet hij van henzelf afhangen. Wat hij wel deed, is de vier zekerheden onderwijzen. Deze komen erop neer dat iemands daden belangrijker zijn dan het geloof; als iemand goede daden verricht, maakt het niet uit of wordt geloofd in een volgend leven.

### Vers van Boeddha over karma
Ik ben de eigenaar van mijn daden,
De erfgenaam van mijn daden,
Geboren door mijn daden,
Gerelateerd aan mijn daden.
En leef ondersteund door mijn daden.
Van elke daad die ik verricht,
Goed of slecht,
Daar ben ik erfgenaam van.
Zo zou een monnik steeds weer moeten reflecteren.
Boeddha (Anguttara Nikaya,I.87f)

## Karma in het Westen
Het begrip karma werd in het westen geïntroduceerd door de theosofie. In deze leer van gevolgen gaat het om de lessen die de ziel in het menselijke leven heeft te leren. Bij de introductie van yoga en meditatietechnieken is het begrip karma verder tot het westen doorgedrongen. Deze technieken worden ook aanbevolen om het effect van karma te neutraliseren, voor te zijn, of zelfs om gedeeltelijk karma op te lossen. Als iets goed gedaan wordt, komt er iets goeds voor terug. En als echter iets slechts wordt gedaan, kon ook iets slechts terug worden verwacht.

## Nederlandse spreekwoorden
In het Nederlands komt het principe van karma tot uitdrukking in spreekwoorden als:
- Wie goed doet, die goed ontmoet.
- Boontje komt om zijn loontje.
- Wie wind zaait, zal storm oogsten.
- Wie een kuil graaft voor een ander, valt er zelf in.
- Wie de bal kaatst, kan hem terug verwachten.
- Het komt terug als een boemerang.
- Koekje van eigen deeg.